# Elastasen
Elastasen sind Enzyme in Säugetieren, die Peptidbindungen spalten können, so genannte Proteasen. Innerhalb der Serinproteasen bilden sie eine Unterfamilie, die mit Chymotrypsin nahe verwandt ist. Mehrere, aber nicht alle Elastasen sind in der Lage, Elastin zu verdauen, ein körpereigenes Strukturprotein, woraus der Name der Gruppe entstand. Beim Menschen sind derzeit neun Enzyme bekannt, die zu den Elastasen gezählt werden.
Elastasen sind Proteine mit 250–270 Aminosäureresten.
Die Elastasen sind im Menschen ein wichtiger Teil der Immunantwort auf pathologische gramnegative Keime in der Lunge, im Magen-Darm-Trakt, aber auch auf Wunden. Sie spalten Peptidbindungen auf der Carboxyseite von kleinen hydrophoben Aminosäuren, wie z. B. Glycin, Alanin und Valin. Ihre Wirkung ist dabei aber so unspezifisch, dass dadurch auch körpereigenes Gewebe gefährdet ist und sie pathologisch bei Lungenentzündungen und Arthritis eine Rolle spielt. Es existieren im Körper mehrere Elastase-Hemmproteine, unter anderem α1-Antitrypsin, SLPI, Elafin und Alpha-2-Makroglobulin. Synthetisch konnten bisher nur wenige Hemmer des Proteins für den Einsatz bei schweren Lungenkrankheiten hergestellt werden. Viele Pflanzeninhaltsstoffe, insbesondere aus der Familie der Korbblütler (Asteraceae), zeigen eine inhibitorische Wirkung auf Elastase, unter anderem Flavonoide bzw. deren Metaboliten, Kaffeesäurederivate, Triterpenabkömmlinge und Sesquiterpenlactone. Täglich werden bis zu 500 mg Elastase im Körper umgesetzt.

## Elastasen des Menschen
| Name                                    | Gen-Name | UniProt | EC-Nummer    | Pathologie                        |
| --------------------------------------- | -------- | ------- | ------------ | --------------------------------- |
| Haut-Elastase, (fälschlich: Elastase-1) | CELA1    | Q9UNI1  | EC 3.4.21.36 |                                   |
| Neutrophile Elastase, (Elastase-2)      | ELANE    | P08246  | EC 3.4.21.37 | kongenitale Neutropenie (SCN1)    |
| Pankreas-Elastase, Elastase-1           | CELA2A   | P08217  | EC 3.4.21.71 |                                   |
| Elastase-2B                             | CELA2B   | P08218  | EC 3.4.21.71 |                                   |
| Elastase-3A                             | CELA3A   | P09093  | EC 3.4.21.70 |                                   |
| Elastase-3B                             | CELA3B   | P08861  | EC 3.4.21.70 |                                   |
| Myeloblastin                            | PRTN3    | P24158  | EC 3.4.21.76 | Antigen bei Wegener-Granulomatose |
| Chymotrypsin C                          | CTRC     | Q99895  | EC 3.4.21.2  | chronische Pankreatitis           |
| Azurocidin                              | AZU1     | P20160  | -            |                                   |